# Деформація зсуву
Деформа́ція зсу́ву — вид деформації, при якому величина зміщення кожної точки тіла зростає в напрямку, перпендикулярному до напрямку зміщення.
Деформація зсуву схематично показана на діаграмі праворуч. Вона виникає, якщо закріпити тіло в основі й прикласти силу (F) до бічної грані.

## Основні поняття та визначення
Відносна деформація зсуву визначається за формулою:
{\displaystyle \mathrm {tg} \,\theta ={\frac {\triangle X}{l}}},
де ΔX — абсолютний зсув паралельних шарів тіла один відносно одного; l — відстань між шарами (для малих кутів {\displaystyle \mathrm {tg} \,\theta \approx \theta })
У практичних випадках деформація зсуву у чистому вигляді (чистий зсув) трапляється нечасто. Частіше виникає деформація згину, яка є комбінацією зсуву із розтягом та стисканням або деформація кручення, котра є особливим випадком деформації зсуву. Проте при математичному описі деформації загального вигляду деформація зсуву є базовою.
При чистій деформації зсуву відмінні від нуля недіагональні компоненти тензора деформації.
Деформація зсуву може бути отримана у першому наближенні, коли на стрижень діють дві рівні по величині і протилежно спрямовані сили, перпендикулярні до осі стержня. Прикладом такої дії сил на брус може бути різання ножицями металевих прутків.
При розрахунках на зсув умовно приймається рівномірний закон розподілу дотичних напружень τ по перерізу, тобто τ = const. Тоді:
{\displaystyle \tau ={\frac {F}{A}},}
тут A — площа зрізу.
Як і при будь-якому розрахунку опору матеріалів напруження в матеріалі повинні зіставлятися з напруженням, що допускається (допустиме напруження), тобто умова міцності на зріз має вигляд:
{\displaystyle \tau ={\frac {F}{A}}\leq [\tau ],}
Допустиме напруження при зсуві приймається рівним: {\displaystyle [\tau ]\approx 0,5...0,6[\sigma ]}.
Дослідне вивчення зсуву в матеріалах проводиться на спеціальних тонкостінних трубках, що навантажуються крутним моментом до руйнування. У результаті цього одержують діаграму зсуву, що для пластичного матеріалу має вигляд подібний до діаграми деформування при розтягу. По діаграмі можна визначити характеристики міцності матеріалу при зсуві (зрізі).
Границя пропорційності {\displaystyle \tau }пц матеріалу при зсуві — це найбільше напруження, до якого виконується закон Гука.
Границя текучості {\displaystyle \tau }т — це найменше напруження, при якому відносний зсув зростає при практично постійному навантаженні.
Границя міцності {\displaystyle \tau }в при зсуві — це максимальне напруження в матеріалі, при якому не настає руйнування

## Закон Гука для зсуву
Як показують експерименти у певному діапазоні деформацій, існує лінійна залежність між дотичним напруженням {\displaystyle \tau }, відносним зсувом {\displaystyle \gamma } та модулем зсуву G, тобто закон Гука при зсуві:
{\displaystyle \tau =G\cdot \gamma }
Зв'язок трьох пружних сталих для ізотропного матеріалу (модуля Юнга E, модуля зсуву G і коефіцієнта Пуассона ν) визначається залежністю:
{\displaystyle G={\frac {E}{2(1+\nu )}}}
Отже, модуль Юнга, модуль зсуву і коефіцієнт Пуассона є характеристиками пружних властивостей матеріалу.